# Ulica Mostowa w Bydgoszczy

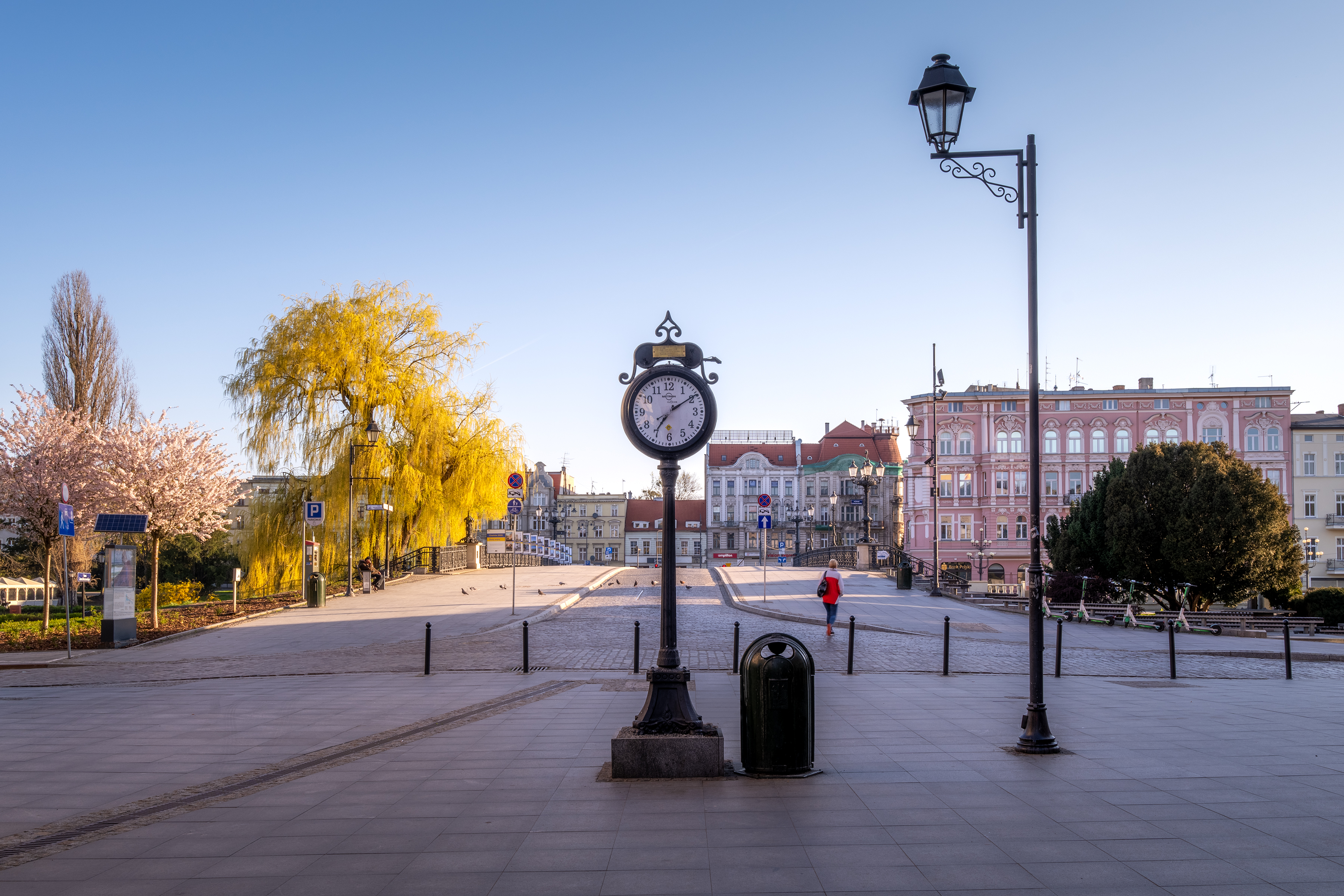
Widok na północ w kierunku ul. Focha

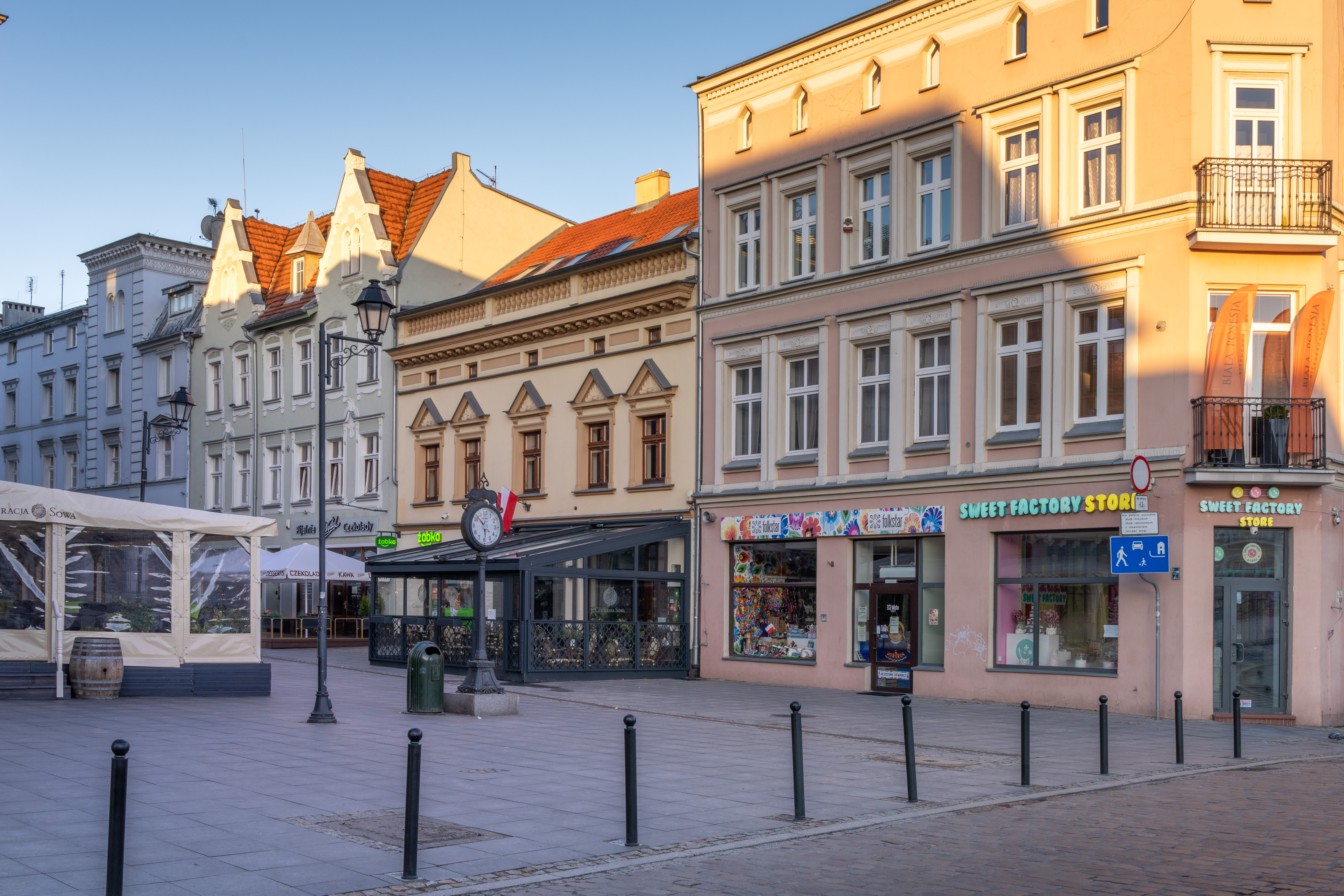
Zachodnia pierzeja ulicy Mostowej

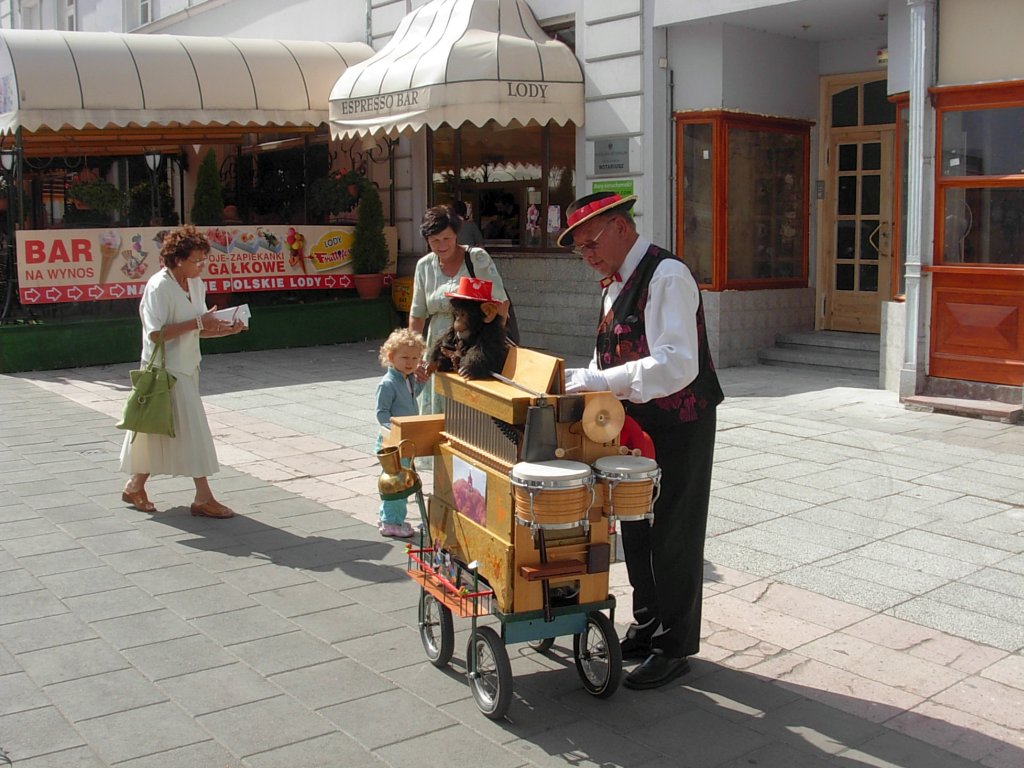
Kataryniarz na ul. Mostowej

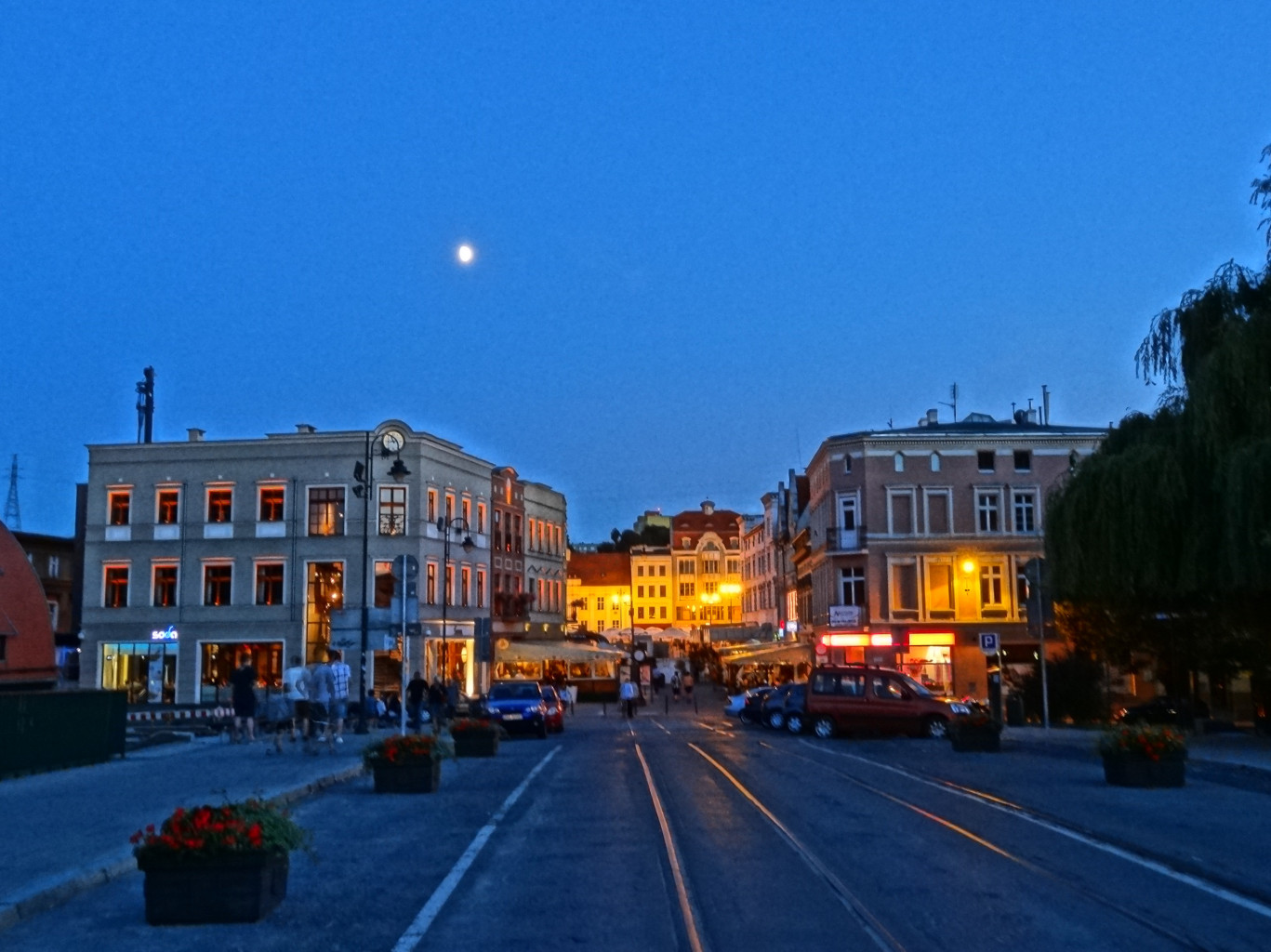
O zmierzchu

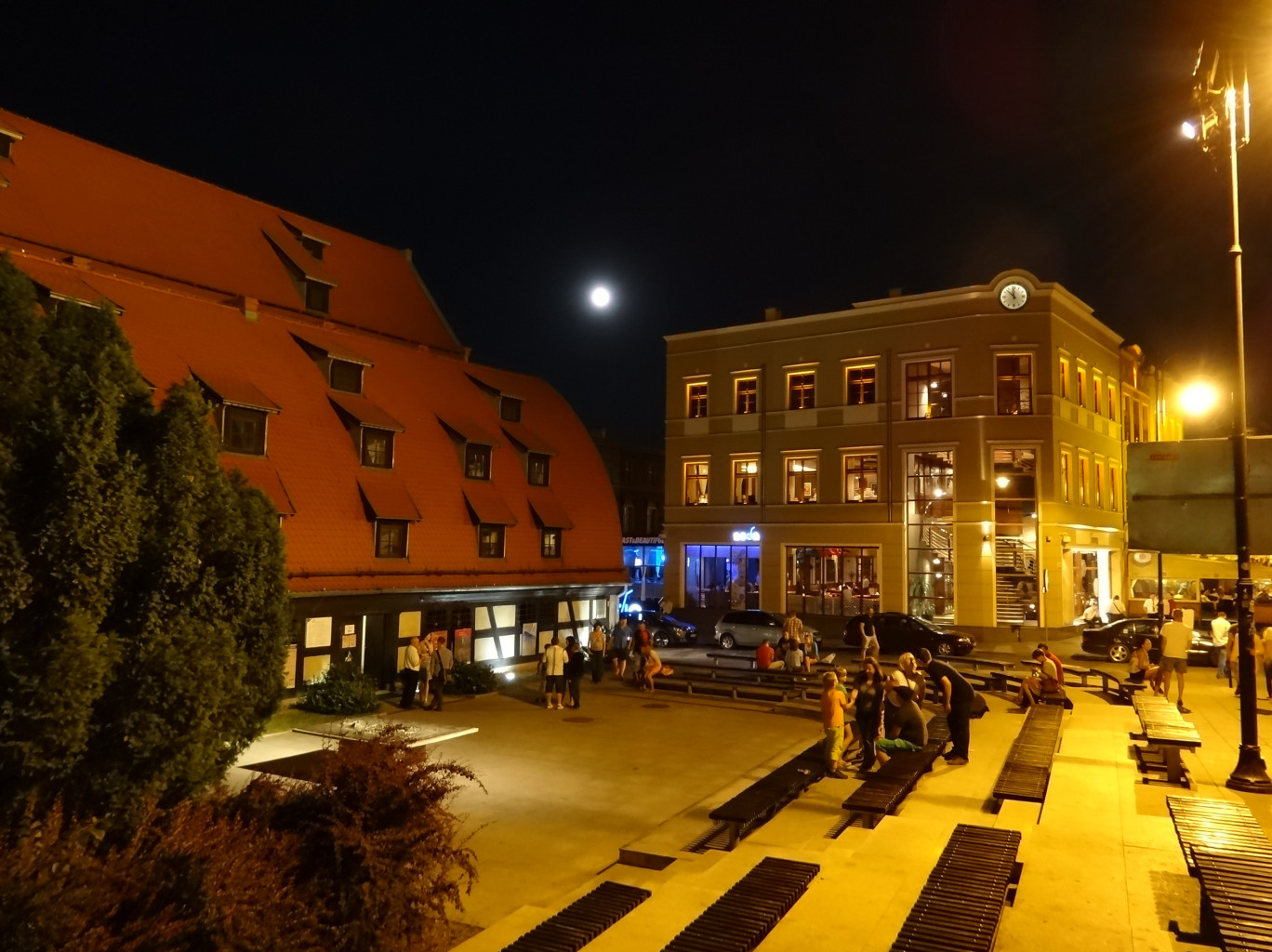
Nocą

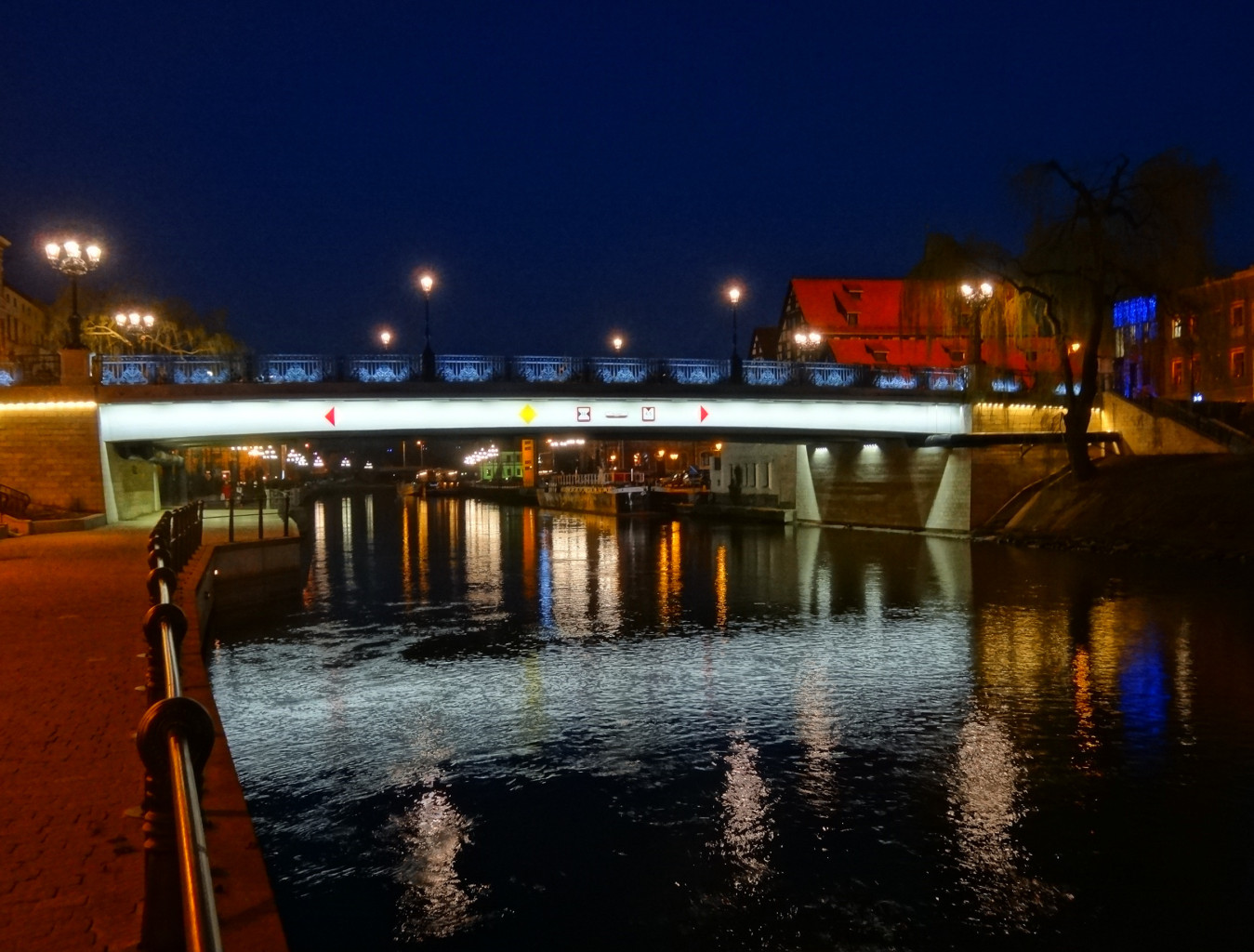
Most Jerzego Sulimy-Kamińskiego

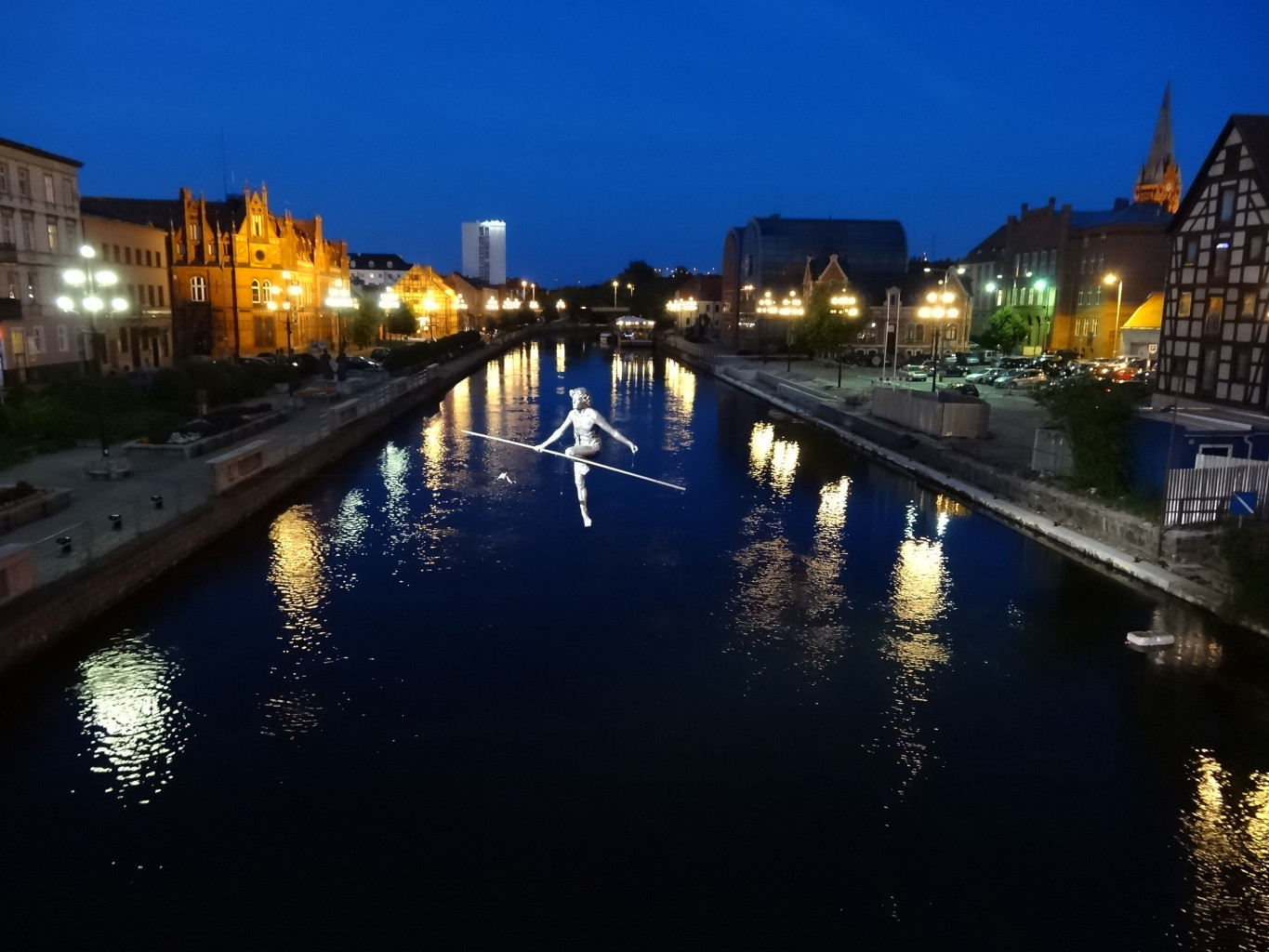
Widok z mostu

Ulica Mostowa w Bydgoszczy – ulica na terenie miasta lokacyjnego Bydgoszczy.

## Położenie
Ulica znajduje się w północnej części Starego Miasta. Rozciąga się na kierunku północ-południe, od Placu Teatralnego, poprzez most nad Brdą do Starego Rynku. Jej długość, liczona do ul. Focha wynosi ok. 230 m.

## Historia
Ulica Mostowa została wytyczona w połowie XIV wieku podczas kształtowania bydgoskiego miasta lokacyjnego. Łączyła ona Stary Rynek z mostem nad Brdą i przedmieściem Gdańskim. Prawdopodobnie jeszcze w XIV wieku, na przedmieściu tym, położonym na północ od Brdy powstała drewniana Brama Gdańska (murowana dwuwieżowa od XVI wieku), która stanowiła północny kraniec ulicy Mostowej. Na początku XV wieku na przedmieściu Gdańskim ulokowano konwent karmelitów. W ciągu dwóch następnych stuleci teren leżący na północ od Brdy został zagospodarowany i zabudowany. Powstały na tym terenie m.in.: kościół i klasztor karmelitów, kościół szpitalny św. Ducha, zespół klasztorny klarysek wraz z kościołem oraz zespół spichrzy miejskich. Jego fortyfikacje: Brama Gdańska, mur otaczający klasztory, parkan - stały się ważnym bastionem obronnym, chroniącym miasto od północy. 
Ulica wraz z mostem należała do traktów tranzytowych, którym prowadziły szlaki handlowe: z Gdańska, poprzez Świecie, w kierunku Inowrocławia lub też w kierunku Gniezna i Poznania. W mieście wiodły one od Bramy Gdańskiej przez most na Brdzie, do Bramy Kujawskiej lub Bramy Poznańskiej.  
Ulica Mostowa jako platea pontalis pojawia się w źródłach pisanych w 1617 roku, gdy są wzmiankowane stojące przy niej kamienice. W XVII wieku odnotowano również usytuowane wzdłuż Mostowej domy drewniane. Posesje wzdłuż ulicy zamieszkiwali zarówno przedstawiciele szlachty, jak i  rzemieślnicy przybyli do Bydgoszczy z odległych krain lub najbliższej okolicy. W 1625 r. w sprawie majątkowej odnotowano Szkotkę z ulicy Mostowej, a w końcu XVIII wieku właścicielem jednej z kamienic był Jan Czech. 
W latach 40. XVII wieku dom przy Mostowej posiadał krawiec Tomasz Żelazko i sternik Wojciech Kloska. W tym czasie mieszkał tam również Jan Holtkamp, a niezabudowaną parcelę posiadał szlachcic Adam Paulusik. W XVII wieku właścicielami kamienic i browarów przy ulicy Mostowej byli również: arcybiskup gnieźnieński, rodzina Łochowskich oraz m.in. Adam Szydłowski (1689, rajca miejski) wraz z żoną Anną, z domu Paulusik, siostrą żony burmistrza bydgoskiego Wojciecha Łochowskiego, Wojciech Szydłowski, Jan Raczyński, Gabriel Bogurski i podstarości bydgoski Paweł Kozłowski. W tym czasie do rodziny Szydłowskich należała cała niemal zachodnia strona ulicy Mostowej, od Starego Rynku do dzisiejszej ulicy ks. Malczewskiego, gdyż mieli na tym miejscu przylegające do siebie nieruchomości: plac, browar i kamienicę narożną.
Przy zachodniej pierzei Mostowej znalazły w późniejszym czasie swoje siedziby różnego rodzaju firmy i organizacje. Pod dawnym numerem 9 (obecnie nieistniejącym) w latach 1784–1791 istniała loża masońska o nazwie „Fidelite aux trois colombes", od 1800 r. kontynuująca działalność pod nazwą „Janus”. W I połowie XX wieku, na działce pod tym numerem znajdowała się restauracja „Bristol” i kinoteatr oraz sklep odzieżowy Stanisława Grzegorzewskiego. We wschodniej pierzei wśród właścicieli kamienic figurował m.in. architekt bydgoski Józef Święcicki. Jego dom zlokalizowany nad Brdą, w bezpośrednim sąsiedztwie spichrzy, obecnie nie istnieje.

### Wnioski z wykopalisk
W 2006 r. przeprowadzono wykopaliska na ulicy Mostowej 4, które są źródłem wielu informacji archeologicznych na temat zabudowy ulicy w poszczególnych okresach historycznych. Stwierdzono, że w momencie lokacji miasta w 1346 roku był tu teren bagnisty, niezamieszkany i ustawicznie podlegający okresowym wylewom Brdy. Rozrastające się miasto zaadaptowało go na stałe do swoich potrzeb w ostatniej ćwierci XIV wieku. Badania dendrochronologiczne wykazały, że najstarsze daty ścięć drewna użytego do budowy domów sięgają lat 60. XIV wieku, zaś wytyczenie działek i budowa pierwszych drewnianych budynków odbyła się na przełomie lat 80. i 90. XIV wieku. Z najstarszym etapem zabudowy wiąże się również odkryta studnia z końca XIV stulecia. Kwadratową cembrowinę o wymiarach 1x1 m wykonano z ułożonych na sztorc i wzmocnionych narożnikowymi słupami dębowych dranic.
Podczas badań odkryto łącznie około 15 drewnianych budynków datowanych od lat 80. i 90. XIV po przełom XV/XVI wieku. Zachowały się one w rozmaitym stanie, od pojedynczych elementów konstrukcyjnych po dobrze zachowane podwaliny, podłogi i ściany. Cześć budynków, których podłogę wyłożono przylegającymi do siebie sosnowymi półokrąglakami, była mieszkalna. Wzniesiono je w konstrukcji sumikowo-łątkowej, ramowo-szkieletowej i przypuszczalnie palisadowej. 
W obrębie drewnianych budynków i związanych z nimi podwórzy znaleziono liczne przedmioty codziennego użytku. Były to liczne fragmenty ceramicznych naczyń, wśród nich znalazły się egzemplarze sygnowane znakami garncarskimi. Wystąpiły także w dużej liczbie wyroby skórzane, w tym całe egzemplarze średniowiecznych butów oraz liczący setki sztuk ścinek skór warsztat szewski. Wśród skór były również fragmenty pasków z metalowymi klamrami, pochewki na noże i talizman miłosny lub cechowy. Znaleziono również fragmenty tkanin, sznurków i wyroby drewniane, m.in. zachowana w całości drewniana beczka. Z przedmiotów żelaznych najliczniejsze były gwoździe i okucia budowlane oraz noże, żelazne kłódki, klucze, bełty kusz, ostrogi czy też oścień do łowienia ryb. Wśród przedmiotów metalowych nieżelaznych znaleziono m.in. ozdobne elementy odzieży, okucia i klamry, pierścionki-obrączki oraz monety (polskie i krzyżackie z XIV-XV wieku).
Z XVI-XVII wiekiem łączą się odkryte pozostałości budynków, w tym szachulcowych oraz murowane piwnice, których ściany wykonano z cegieł ręcznych tzw. palcówek, posadowionych na fundamentach z głazów narzutowych. Posiadały one pierwotnie sklepienia kolebkowe oraz ceglane, bądź kamienne posadzki. Odkryto również przydomową, murowaną latrynę użytkowaną na przełomie XVIII i XIX wieku.  
Przy ulicy Mostowej, przynajmniej we fragmencie objętym badaniami, od XVII wieku znajdowały się murowane kamienice. W ich miejsce, po wyburzeniu lub wykorzystaniu wcześniejszych murów i fundamentów powstawały w 2. połowie XVIII i w XIX wieku kolejne budynki mieszkalne, ze znajdującymi się na zapleczach parcel obiektami gospodarczymi (spichlerze) i mieszkalnymi oficynami. Murowana zabudowa przesuwała się w kierunku wschodnim, osiągając ostatecznie po wytyczeniu w połowie XIX wieku ulicy Jatki, jej zachodnią krawędź.

### Okres zaboru pruskiego
Na szczegółowym planie zabudowy miasta, sporządzonym przez pruskiego geometrę Gretha w 1774 r., posesje wzdłuż ulicy zajęte są w niemal całości przez istniejącą w tym czasie zabudowę. Kilka niezabudowanych parcel występuje w środkowej części ulicy oraz po zachodniej stronie nad Brdą. Plan miasta z 1816 r. przedstawia już pełną zabudowę pierzejową. W 1834 r. po zachodniej stronie ulicy stało 7 kamienic, a po wschodniej 6. Z kolei plan z 1876 r. przedstawia zabudowę pokrywającą się z obecną, przynajmniej w zachowanej częściowo pierzei zachodniej. 
Po wytyczeniu w 1820 r. ulicy Gdańskiej i stopniowym jej przekształceniu na reprezentacyjny trakt mieszczański, "wizytówkę miasta", wzrosła także rola ulicy Mostowej (będącej przedłużeniem ulicy Gdańskiej na południe), jako łącznika Starego Miasta z rozrastającym się Śródmieściem. W 1857 r. na Starym Rynku ustawiono pomnik Fryderyka II, widoczny jako akcent architektoniczny z ulicy Mostowej. W końcu XIX wieku rozpoczęto modernizację zabudowy pierzejowej ulicy w duchu wielkomiejskim. Najokazalsze kamienice wzniesiono w sąsiedztwie mostu Teatralnego. Były to: „Dom Jachmanna” (1838) z zawieszoną nad Brdą kawiarnią „Bristol” oraz kinem w sąsiednim spichrzu oraz „Dom Fryderyka” (1902) z restauracją „Piwnica Fryderykowska”, domem towarowym i apartamentami, autorstwa budowniczego Józefa Święcickiego. W 1900 r. władze miejskie zleciły Józefowi Święcickiemu wykonanie projektu nowej wschodniej pierzei ulicy w związku z planowanym jej poszerzeniem i regulacją linii zabudowy. Budowniczy stworzył ciekawą koncepcję zabudowy wielkomiejskiej obejmującej sześć kamienic od Starego Rynku do ul. Grodzkiej. Planowana zabudowa charakteryzowała się jednorodnym klimatem z przewagą form neogotyckich, z neobarokowymi zdobieniami i akcentami wieżowymi w narożnikach. Nie została jednak zrealizowana. 

### Wyburzenia w czasie okupacji hitlerowskiej
W 1940 r. na skutek zarządzenia władz hitlerowskich z kreisleiterem NSDAP, nadburmistrzem Wernerem Kampe na czele, wyburzono kwartał zabudowy między ulicami: Mostową, Jatki, Starym Rynkiem i Brdą. Dodatkowo wyburzono również kamienicę nr 9 w pierzei zachodniej (z kawiarnią „Bristol”) oraz spichlerz nad Brdą. Oficjalnym powodem tej decyzji była chęć utworzenia szerokiego „szlaku defilad” dla wojsk hitlerowskich. Od tego czasu aż do końca lat 60. XX w. obszar wschodniej pierzei pozostał niezabudowany. W tym czasie „żywym" symbolem tego rejonu miasta były kramy wikliniarskie widoczne na odkrytej ul. Jatki.

### Okres powojenny
W latach 1967–1969 w narożniku ulicy Mostowej i Starego Rynku wybudowano niepasujący architektonicznie do zabudowy staromiejskiej bar szybkiej obsługi „Kaskada”. W 1973 r. w ramach rewaloryzacji Starego Miasta, ul. Mostową w części przekształcono w deptak. W miejscu, gdzie nie odbudowano kamienic urządzono fontannę oraz zielony skwer. Zagospodarowana w ten sposób działka została sprzedana w 2005 r. pod zabudowę, która miała rozpocząć odtwarzanie dawnej pierzei wschodniej ulicy. Północny fragment tej pierzei został odbudowany w latach 2006-2007. Elewacje nowo powstałych kamienic stylizowano na ich poprzedniczki, jednakże nie zachowano dawnej linii zabudowy, celowo poszerzając ulicę. Dodatkowo kamienicę narożną z ul. Grodzką ustawiono skośnie względem linii zabudowy. W 2013 rozpoczęto odbudowę kolejnego fragmentu wschodniej pierzei ulicy (w miejscu restauracji „Kaskada”, której rozbiórkę rozpoczęto 10 grudnia 2011). 
Modernizacja nawierzchni ulicy oraz remont i stylizacja mostu zostały ujęte w Planie Rewitalizacji Bydgoszczy.
W czerwcu 2018 na wysokości Skweru Prezydenta Leona Barciszewskiego postawiono ławkę umożliwiającą ładowanie urządzeń USB, zasilaną przez ogniwa fotowoltaiczne.

### Ruch tramwajowy
Ulica Mostowa od 1888 r. odgrywała ważną rolę w ruchu tramwajów: początkowo konnych, a później elektrycznych (od 1896 r.) Trasa dwóch z trzech istniejących wtedy w Bydgoszczy linii tramwajowych przebiegała właśnie na tym terenie. Były to: „linia czerwona” (później „A”, od Dworca Głównego do dworca Bydgoszcz Wąskotorowa przy ul. Grunwaldzkiej) oraz „zielona” (późniejsza „B”, od ul. Gdańskiej do Strzelnicy przy ul. Toruńskiej).
W 1936 r. uruchomiono dodatkową linię ("D"), która wiodła od ul. Gdańskiej do ul. Długiej.
Ruch tramwajowy w takiej formie istniał do stycznia 1945 r., kiedy to został wysadzony w powietrze most Teatralny (podobna przerwa w kursowaniu miała miejsce na początku II wojny światowej, po wysadzeniu mostu przez wycofujące się Wojsko Polskie). Tramwaje przywrócono jednak już w czerwcu 1945 r. Ostatni pojazd przejechał ulicą Mostową w 1974 roku, kiedy to ostatecznie zlikwidowano ruch tramwajowy w rejonie Starego Miasta.

### Most
Ważnym obiektem inżynierskim leżącym w ciągu ulicy, od którego wzięła swą nazwę jest most nad Brdą. Jest to najstarszy w sensie lokalizacji most w Bydgoszczy. W 1778 władze pruskie zbudowały w jego miejscu kamienny most Gdański, który został rozebrany w 1902 r. w związku z koniecznością zwiększenia jego prześwitu. Było to związane z modernizacją drogi wodnej Wisła-Odra, której elementem był Kanał Bydgoski oraz miejski odcinek Brdy.
Kolejną konstrukcją był stalowy most Teatralny. Posiadał on bogato rzeźbione żeliwne poręcze oraz latarnie gazowe stojące przy wjazdach, na przyczółkach. Jego nazwa nawiązywała do okazałego budynku Teatru Miejskiego, który stanął na Placu Teatralnym, ok. 50 m od północnego wjazdu na most. Po zniszczeniu tej przeprawy w czasie działań wojennych w 1939 i 1945 r. został zbudowany obecny żelbetonowy most Staromiejski (1962).  

### Nazwy
Ulica w przekroju historycznym posiadała następujące nazwy:
- XVI w. - I poł. XVIII w. – platea pontialis
- 1774–1797 - Brücken Gasse
- 1800–1920 - Brückenstraße
- 1920–1939 - Mostowa
- 1939 - Romana Dmowskiego
- 1939–1945 - Brückenstraße
- 1945–1949 - Mostowa
- 1950–1956 - I Armii Wojska Polskiego
- od 1956 - Mostowa

## Zabudowa
Zabudowa pierzejowa ulicy Mostowej została bardzo okaleczona w 1940 r. podczas planowych rozbiórek przeprowadzonych przez hitlerowskie władze okupacyjne. Z dziesięciu historycznych kamienic pozostały zaledwie cztery, stojące w zachodniej pierzei ulicy. Przy tym rozbiórce uległy najbardziej okazałe kamienice, stojące przy moście J. Sulimy-Kamińskiego.
Istniejące w zachodniej pierzei domy zostały wzniesione w XVIII i XIX wieku. Ich fasady zostały przebudowane w stylach: neoklasycznym, eklektyzmu oraz neorenesansu. Budynki cechuje z reguły surowość formy, ograniczona dekoracja oraz wymieszanie stylów (eklektyzm), charakterystyczne dla II połowy XIX wieku. 

## Kamienice
| Nr | Adres                     | Lata budowy          | Styl architektoniczny | Uwagi | Zdjęcie |
| -- | ------------------------- | -------------------- | --------------------- | --- | ------- |
| 1. | Mostowa 1 / Stary Rynek 7 | XVII wiek, 1824      | neorenesans           | Kamienica na rogu Starego Rynku, przebudowana w latach 60. XIX w. |         |
| 2. | Mostowa 3                 | XIX wiek             | eklektyzm             | W XVII wieku był tu browar należący do rajcy miejskiego (1689) oraz zastępcy zarządcy żupy solnej, Adama Szydłowskiego wraz z żoną Anną, z domu Paulusik, siostrą żony burmistrza bydgoskiego Wojciecha Łochowskiego. Kamienicę przebudowano na początku XX w. |         |
| 3. | Mostowa 5                 | przełom XVIII-XIX w. | eklektyzm             | Istniejącą tu od XVII-XVIII w. zabudowę scalono w I połowie XIX wieku. Obecna forma pochodzi z II połowy XIX w. |         |
| 4. | Mostowa 7                 | XVIII wiek           | eklektyzm             | Kamienica na rogu ul. Grodzką, przebudowana w II połowie XIX wieku. |         |
| 5. | Mostowa 4                 | 2007                 | funkcjonalizm         | Nowe kamienice we wschodniej pierzei ulicy, mieszczą bary, restauracje i kawiarnie należące do cukiernika Adama Sowy. Przed 1940 stała tu kamienica (pierwotna numeracja 10), na parterze której znajdował się sklep spirytusowy Carla Augusta Frankego.       |         |